# مراملی
مراملی (به لاتین: Maramly) یک منطقه مسکونی در جمهوری آذربایجان است که در شهرستان صابرآباد واقع شده است.